# Safe in New York City
«Safe in New York City» es una canción del grupo de rock australiano AC/DC de su álbum del año 2000 Stiff Upper Lip. La canción fue escrita por los hermanos Angus y Malcolm Young y fue lanzada como sencillo el 28 de febrero de 2000. Fue coproducida por George Young y la banda. Alcanzó la posición No. 21 en la lista Billboard Mainstream Rock de los Estados Unidos.
El vídeoclip de la canción, dirigido por Andy Morahan, muestra a la banda tocando en un túnel de la ciudad rodeada por la policía.

## Lista de canciones
Todas las canciones escritas y compuestas por Angus Young, Malcolm Young; a menos que se indique lo contrario. 
| N.º | Título                                                                                          | Duración |  |
| 1.  | «Safe in New York City» (Versión del LP)                                                        | 3:59     |  |
| 2.  | «Cyberspace»                                                                                    | 2:57     |  |
| 3.  | «Back in Black» (A. Young, M. Young, Brian Johnson) (Grabado en vivo en Plaza de Toros, Madrid) | 4:07     |  |

## Créditos
- Brian Johnson – voz
- Angus Young – guitarra
- Malcolm Young – guitarra
- Cliff Williams – bajo
- Phil Rudd – batería